# Saint-Amour-Bellevue
Saint-Amour-Bellevue település Franciaországban, Saône-et-Loire megyében. Lakosainak száma 590 fő (2022. január 1.). Saint-Amour-Bellevue Saint-Vérand, Juliénas, Chânes, La Chapelle-de-Guinchay és Pruzilly községekkel határos.

## Népesség
A település népessége az elmúlt években az alábbi módon változott:
| Lakosok száma | 542  | 539  | 568  | 558  | 567  | 566  | 564  | 571  | 590  |
|               | 2013 | 2015 | 2016 | 2017 | 2018 | 2019 | 2020 | 2021 | 2022 |